# Dicastère pour les Églises orientales
Le Dicastère pour les Églises orientales (en latin : Congregatio pro Ecclesiis Orientalibus) est l'une des neuf congrégations de la Curie romaine. Elle est compétente en tout ce qui concerne les Églises catholiques orientales. Elle a son siège au palais des Convertendi. Une vingtaine de personnes y travaillent ce qui la place au niveau de la Congrégation pour l'éducation catholique et au dernier rang des congrégations.

## Historique
Par la Constitution Apostolique Romani Pontifices du 6 janvier 1862, le pape Pie IX crée une section dédiée au Églises orientales au sein de la Congrégation De propaganda fide. Par le motu proprio Dei Providentis du 1er mai 1917, le pape Benoît XV rend autonome cette section sous le nom de Congrégation pour l’Église orientale pour « dissiper la crainte que ne fût pas accordée aux orientaux la considération qui leur est due par les Pontifes romains ». Par le motu proprio Sancta Dei Ecclesia du 25 mars 1938, le pape Pie XI étend les compétences de cette Congrégation.
Par la Constitution apostolique Regimini Ecclesiæ Universæ du 15 août 1967, le pape Paul VI lui donne son nom actuel de Congrégation pour les Églises orientales pour suivre le décret Orientalium Ecclesiarum du Concile Vatican II qui adoptait le pluriel. Ce décret affirme l'égale dignité des rites orientaux à côté du rite romain : « Ces Églises particulières, aussi bien d’Orient que d’Occident, diffèrent pour une part les unes des autres par leurs rites, c’est-à-dire leur liturgie, leur discipline ecclésiastique et leur patrimoine spirituel, mais elles sont toutes confiées de la même façon au gouvernement pastoral du Pontife romain. […] Elles sont donc égales en dignité, de sorte qu’aucune d’entre elles ne l’emporte sur les autres en raison de son rite ». Par la Constitution apostolique Pastor Bonus du 29 juin 1988, le pape Jean-Paul II confirme les compétences de la Congrégation pour les Églises orientales.

## Mission

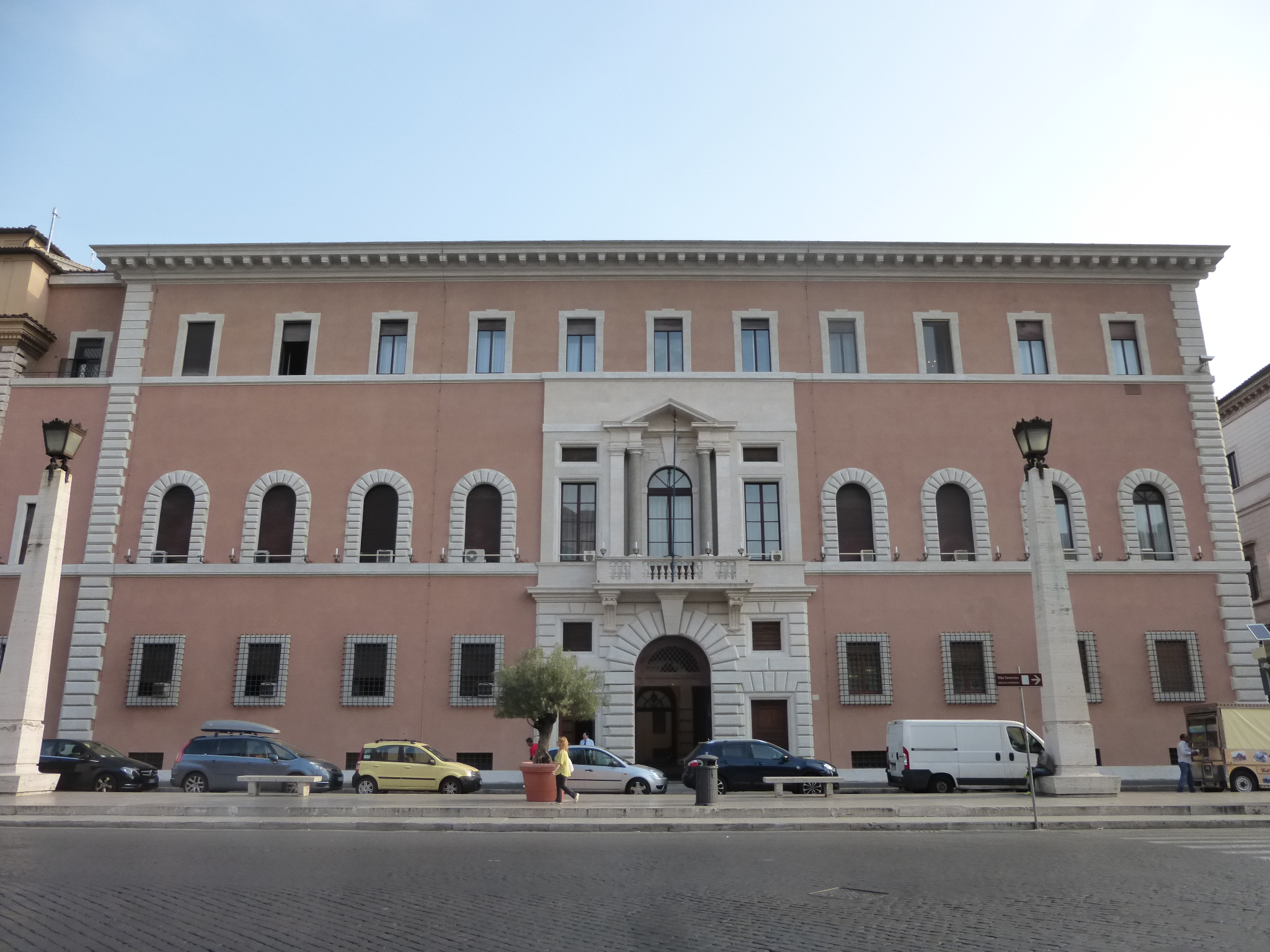
Rome, via della Conciliazione. Palazzo dei Convertendi.

La Congrégation pour les Églises orientales exerce toutes les compétences dévolues à la Congrégation pour les évêques, à la Congrégation pour le Clergé, à la Congrégation pour les Instituts de vie consacrée et les Sociétés de vie apostolique et à la Congrégation pour l'éducation catholique pour les Églises orientales. Elle a aussi autorité exclusive pour l'Albanie méridionale, la Bulgarie, Chypre, l'Égypte, l'Érythrée, l'Éthiopie du Nord, la Grèce, l'Irak, l'Iran, la Jordanie, le Liban, la Palestine, la Syrie et la Turquie.
Trois commissions d'experts sont rattachées à la Congrégation :
- la Commission spéciale pour la liturgie, qui exerce les fonctions dévolues au Saint-Siège concernant la liturgie pour les Églises orientales
  - Piero Marini (président depuis le 1er septembre 2015[5])
- la Commission spéciale pour les études sur l'Orient chrétien, qui a pour but de faire connaître l’Orient aux catholiques d'Occident et d'approfondir le patrimoine propre des Églises orientales
- la Commission pour la formation du clergé et des religieux, qui promeut la formation des étudiants des Églises orientales à Rome ou ailleurs.

Pour aider financièrement les chrétiens d'Orient il existe la Réunion des Œuvres d’Aide aux Églises Orientales (ROACO), qui est présidée par le préfet de la Congrégation pour les Églises orientales et dont le vice-président est le secrétaire de même dicastère. Deux fois par an, la ROACO (Riunione Opere in Aiuto alle Chiese Orientali) rassemble une vingtaine d'organismes catholiques à Rome.
En visitant le siège de la Congrégation, le 9 juin 2007, le pape Benoît XVI a souligné l'importance des Églises orientales : « (Le pape) réaffirme la profonde considération envers les Églises orientales catholiques pour leur rôle singulier de témoins vivants des origines. Sans un rapport constant avec la tradition des origines, en effet, il n'y a pas d'avenir pour l’Église du Christ. Ce sont en particulier les Églises orientales qui conservent l'écho de la première annonce évangélique ; les plus antiques souvenirs des signes accomplis par le Seigneur; les premiers reflets de la lumière pascale et la réverbération du feu jamais éteint de la Pentecôte. Leur patrimoine spirituel enraciné dans l'enseignement des Apôtres et des Pères, a engendré de vénérables traditions liturgiques, théologiques et disciplinaires, en montrant la capacité de la "pensée du Christ" de féconder les cultures et l'histoire ».

## Prélats supérieurs

### Préfet

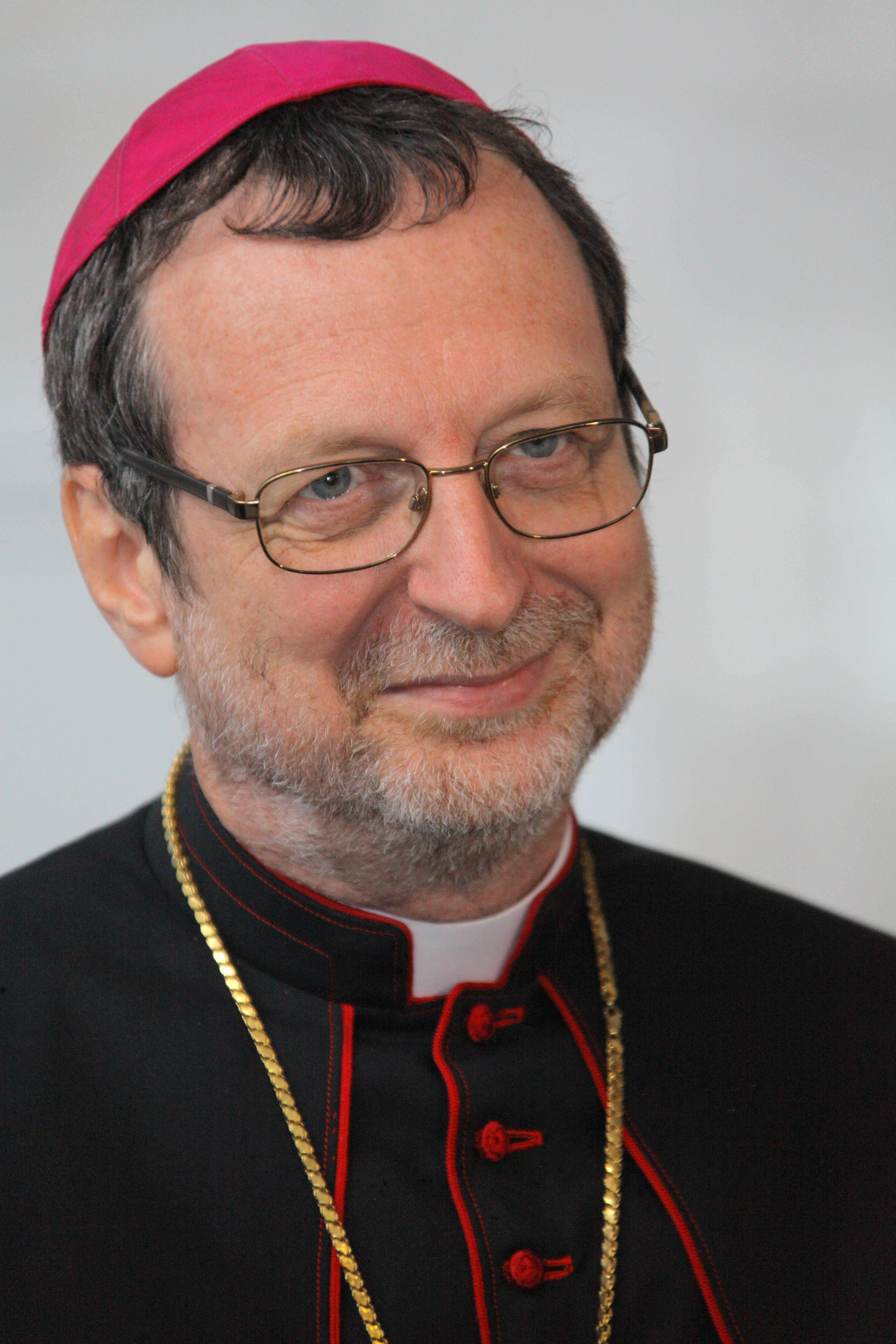
Claudio Gugerotti.

Entre 1917 et 1967, le pape lui-même était préfet de cette Congrégation. Le plus haut responsable du dicastère portait alors le titre de secrétaire. Depuis 1962, la congrégation a, à sa tête un cardinal portant le titre de préfet.

#### Secrétaires de la Sacrée Congrégation pour l’Église orientale
- Niccolò Marini (29 novembre 1917 - 1922)
- Giovanni Tacci Porcelli (8 août 1922 -1er janvier 1927)
- Luigi Sincero (6 février 1927 - 7 février 1936)
- Eugène Tisserant (19 juin 1936 - 11 novembre 1959)
- Amleto Cicognani (14 novembre 1959 - 12 août 1961)
- Gabriele Acacio Coussa (4 août 1961 - 29 juin 1962)

#### Préfets de la congrégation pour les Églises orientales
- Gustavo Testa (2 août 1962 - 13 janvier 1968)
- Maximilien de Furstenberg (15 janvier 1968 - 28 février 1973)
- Paul-Pierre Philippe (6 mars 1973 - 27 juin 1980)
- Władysław Rubin (27 juin 1980 - 30 octobre 1985)
- Duraisamy Simon Lourdusamy (30 octobre 1985 - 24 mai 1991)
- Achille Silvestrini (24 mai 1991 - 7 septembre 2000)
- Ignace Moussa Ier Daoud (25 novembre 2000 - 9 juin 2007)
- Leonardo Sandri (9 juin 2007 - 21 novembre 2022)
- Claudio Gugerotti depuis le 21 novembre 2022

### Secrétaires
- Mario Brini (2 octobre 1965 - 14 septembre 1982)
- Miroslav Stefan Marusyn (14 septembre 1982 - 11 avril 2001)
- Antonio Maria Vegliò (11 avril 2001 - 28 février 2009)
- Cyril Vasiľ, S.J. (7 mai 2009 - 20 janvier 2020)
- Giorgio Demetrio Gallaro (25 février 2020-15 février 2023)
- Michel Jalakh (de), OAM (depuis le 15 février 2023)

## Intervention
Les évêques catholiques des Églises Orientales d’Europe réunis à Rome
Les évêques catholiques des Églises Orientales d’Europe se sont réunis à Rome du 12 au 14 septembre 2019 pour réfléchir sur leur mission œcuménique. Ces évêques ont commencé le jeudi matin leur rencontre au collège pontifical ukrainien (en). Une rencontre organisée par le Conseil des conférences épiscopales d'Europe, et centrée sur la mission œcuménique de ces Églises.
Témoignage du cardinal Leonardo Sandri.